# Connecticut Coasters
Die Connecticut Coasters waren ein US-amerikanisches Inlinehockeyfranchise aus New Haven im Bundesstaat Connecticut. Es existierte im Jahr 1993 und nahm an einer Spielzeit der professionellen Inlinehockeyliga Roller Hockey International teil. Die Heimspiele des Teams wurden im New Haven Memorial Coliseum ausgetragen.

## Geschichte
Die Connecticut Coasters waren 1993 eines von zwölf Teams, die in der Saison 1993 am Spielbetrieb der neu gegründeten professionellen Roller Hockey International teilnahmen. In seiner einzigen Saison gelangte das Team in den Play-offs um den Murphy Cup bis in das Viertelfinale und unterlag dort dem späteren Meister Anaheim Bullfrogs. Nach der Saison 1993 wurde das Team nach Sacramento im Bundesstaat Kalifornien umgesiedelt, wo es von 1994 bis 1997 als Sacramento River Rats am Spielbetrieb der Roller Hockey International teilnahm.
1993 hatten die Coasters einen Zuschauerschnitt von 1890 und fanden sich im Vergleich der anderen Teams an zweitletzter Stelle wieder. Der Zuschauerkrösus Anaheim Bullfrogs hatte einen Schnitt von 8366, während lediglich 1526 Zuschauer die Spiele der Florida Hammerheads besuchen wollten.
Die Teamfarben waren Blaugrün, Lila und Silber.

## Saisonstatistik
Abkürzungen: Sp = Spiele, S = Siege, N = Niederlagen, U = Unentschieden, Pkt = Punkte, T = Erzielte Tore, GT = Gegentore
| Saison | Sp | S | N | U | Pkt | T   | GT  | Platz      | Playoffs                                            |
| 1993   | 14 | 7 | 5 | 2 | 16  | 124 | 112 | 3., Murphy | Niederlage im Playoff-Viertelfinale, 8:15 (Anaheim) |

## Bekannte Spieler
- Jim McGeough